# Badeker Gas Engine Company
Badeker Gas Engine Company war ein US-amerikanischer Hersteller von Automobilen.

## Unternehmensgeschichte
Das Unternehmen wurde 1900 in Omaha in Nebraska gegründet. 1901 begann die Produktion von Automobilen. Der Markenname lautete Badeker. Konstrukteur war Dalton Risley. 1902 endete die Produktion. Insgesamt entstanden nur wenige Fahrzeuge.